# Jakuta Alikavazovic
Jakuta Alikavazovic (París, 6 de octubre de 1979) es una escritora francesa. Su primera novela, titulada Corps volatils, fue publicada por Éditions de l'Olivier en 2007 y ganó el premio Goncourt a la primera novela.

## Biografía
Estudió en la Escuela Normal Superior de Cachan, donde obtuvo un grado en letras. Tras el éxito de su primera novela, en 2010 publicó su segunda novela, titulada Le Londres-Louxor, que recibió una acogida entusiasta por la prensa especializada y acabó entre las seleccionadas del Premio Livre Inter. En 2012, publicó La Blonde et le Bunker, con la que ganó una mención especial del jurado del premio Wepler.
También ha escrito tres libros de literatura infantil publicados por la editorial L'École des loisirs, y ha traducido varios libros del inglés al francés, L'enchanteur Nabokov et le bonheur ("The Enchanter: Nabokov and Happiness") de Lila Azam Zanganeh y Au départ d'Atocha de Ben Lerner.

## Obras

### Novelas
- 2007: Corps volatils, Éditions de l'Olivier.
- 2010: Le Londres-Louxor, Éditions de l'Olivier.
- 2012: La Blonde et le Bunker, Éditions de l'Olivier.
- 2017: L'Avancée de la nuit, Éditions de l'Olivier.

### Historias cortas
- 2006: Histoires contre nature, Éditions de l'Olivier.
- 2008: Romeo y Julieta (un cratère), Éditions de l'atelier In 8°.

### Revistas y obras colectivas
- 2013: "La mémoire des visages", Assises du Roman, Christian Bourgois/Villa Gillet/Le Monde.
- 2013: "Nocturne", Nouvelle Revue Française n.º 606, Gallimard.
- 2014: "Risques et périls", Devenirs du Roman (vol. 2), Éditions Inculte.

### Libros por niños
- 2004: Holmes et moi, L'École des loisirs.
- 2004: Leçon d'équilibrisme n°1, L'École des loisirs.
- 2012: Irina vs Irina, L'École des loisirs.

## Premios y reconocimientos
- 2007 - Ganadora de una "Bourse du Talent écrivain" de la fundación Jean-Luc Lagardère.
- 2008 - Premio Goncourt a la primera novela por Corps
- 2012 - Mención especial del jurado del Premio Weple por La Blonde et le Bunker
- 2013 y 2014- Residencia en la villa Médici de Roma
- 2017- Residencia en la Residència Faber de Olot.